# 配電
配電（はいでん）とは、電気を配る（分配する）ことであるが、電気事業における配電とは、送電網から変電所を通して受電した電力（電気）を需要家に供給するため、配電網システムの構築とその運用を行うことである。電線路の一部を形成する。

## 概要

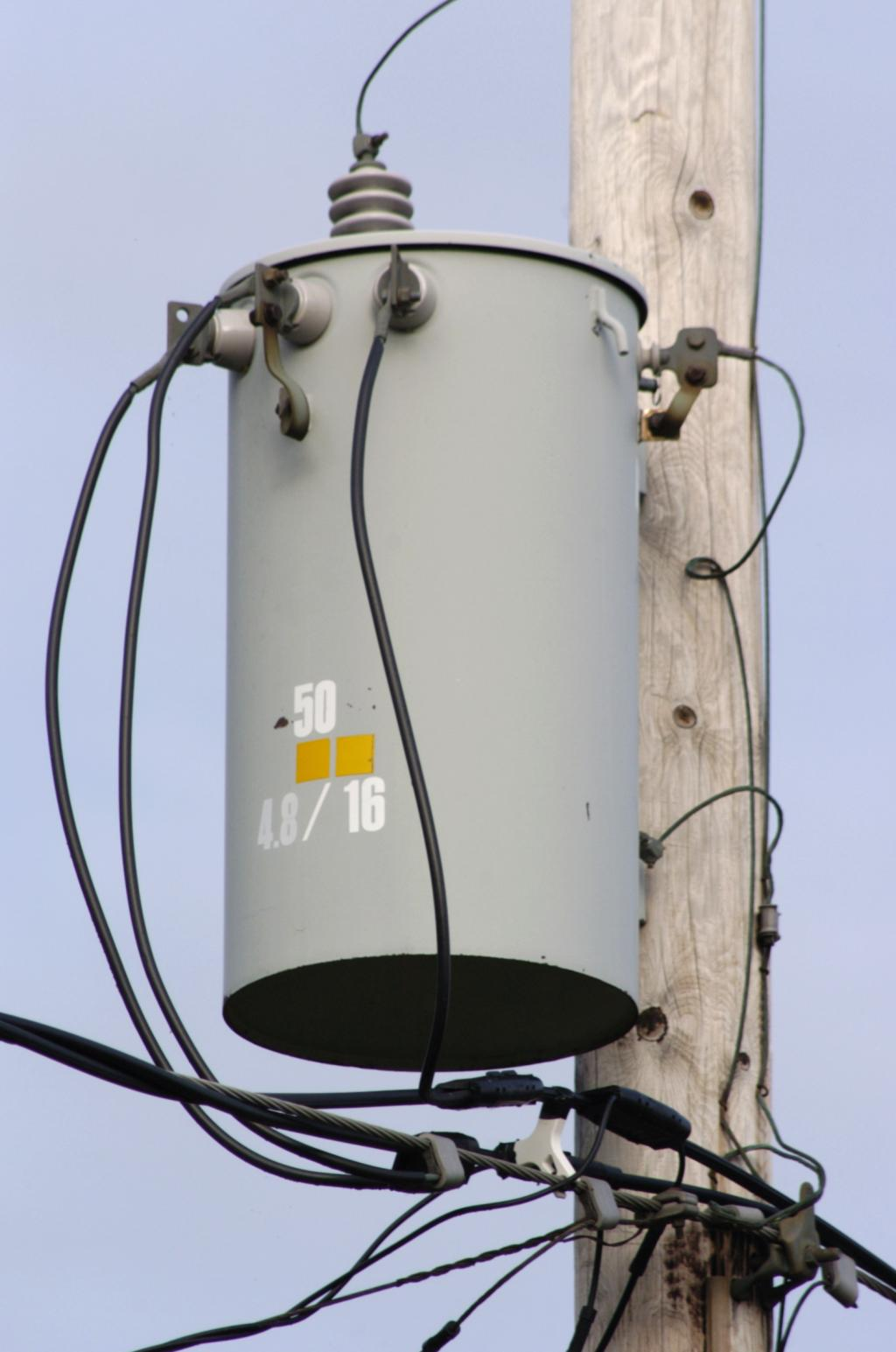
電柱に設置されている変圧器

通常、発電所で発電された電力は工場、オフィス、一般家庭などに直接送電されず、変電所で電圧を落としてから送り届けられる。この変電した電力を最終的に各需要家まで配る仕組みを配電という。変電所までの送電が高電圧（特別高圧や高圧）なのは、経路における電力損失を低減するためである。
配電系統は各需要家の受電設備と直接接続されているため、一つの需要家の事故が他の需要家の供給支障につながらないように構築されていなければならない。
各電力会社の配電部門は緊急自動車を有しており、配電線事故及び、天災や事故による大規模停電が発生した場合に、この原因を解消、排除すべく緊急出動している。また、配電線事故の原因探査・復旧を迅速に行うため、配電線上に遠方制御可能な自動開閉器を設け、その制御信号は配電線に重畳している（配電線搬送方式）。

## 特別高圧配電線路
大規模な施設（オフィスビルや工場、病院、ホテルなど）に引き込まれる。

### 電気方式
20kV/30kV級三相3線式配電線路
1990年代より、配電系統の損失の低減・都市部での需要密度の増大に伴う地下電線路の有効活用・国際的な規格品の利用による費用低減などのために利用されるようになった。
11.4kV Y結線三相4線式配電線路
6.6kV Δ結線三相3線式高圧配電線路に中性線1本を架設して特別高圧に昇圧したもの。

### 配電網構成方式
- スポットネットワーク方式
- レギュラーネットワーク方式
- 本予備線方式（環状方式）
- 樹枝状方式（放射状方式）

## 高圧配電線路
住宅地などの架空電線路・50kVAを超え2000kVA以下の引込み線として一般的に使用されている。

### 電気方式
- 三相3線式非接地方式

### 配電網構成方式
- 樹枝状方式（放射状方式）
- 本予備線方式（環状方式）

## 低圧配電線路
一戸建住宅などの、50kVA以下の引込み線として一般的に使用されている。

### 電気方式
- 三相4線式415/240V 中性点接地方式 : 1990年代より、電線路の地中化などとともに需要密度の高い都市部を中心に使用され始めた。
- 三相3線式200V（三相動力専用） : 小規模店舗などの三相200V負荷を利用する需要家向け引込み線として利用される。
- 電灯・動力共用三相4線式200V/100V（電灯動力共用変圧器または異容量V結線を使用）
- 単相3線式200/100V : 電灯負荷を利用する小規模需要家に使用される。1980年代以降の一般家庭用の主流。
- 単相2線式100V : ごく小容量の引込み線のみに使用される。かつては家庭用にはこの方式が主流であった。

### 配電網構成方式
- 樹枝状方式（放射状方式）
- 低圧バンキング方式
- レギュラーネットワーク方式（低圧ネットワーク方式）